# Асланово
Асланово (укр. Асланове) — посёлок в Никольском районе Донецкой области Украины.
Население по переписи 2001 года составляло 291 человек. Почтовый индекс — 87030. Телефонный код — 6246. Код КОАТУУ — 1421783305. После российского вторжения на Украину, с марта 2022 года, село оккупировано Россией. 

## Местный совет
87030, Донецкая обл., Никольский р-н, с. Касьяновка, вул. Гагарина, 15а, 2-54-31